# Christopher Dijak
Christopher James Dijak (Leominster, Massachusetts, 23 de abril de 1987) es un luchador profesional estadounidense. que actualmente está firmando con Major League Wrestling (MLW) y en el circuito independiente bajo el nombre de Donovan Dijak. Es conocido por haber trabajado para la empresa WWE, donde se presentó con los  nombres de Dominik Dijakovic, T-Bar, y Dijak.

## Carrera

### Ring of Honor (2014-2017)
Hizo su debut en Ring of Honor el 27 de julio en Future of Honor 2, primero derrotando a Stokely Hathaway y luego derrotando a Moose. Dijak ganó el Torneo Top Prospect 2015, derrotando a Will Ferrara en la final. Esta victoria le permitió enfrentar a Jay Lethal en el Campeonato Mundial de Televisión de ROH. Sin embargo, se negó a aprovechar esta oportunidad y en su lugar se unió Truth Martini's La Casa de la Verdad, estableciéndose como un talón. Su primer partido como miembro de la Casa de la Verdad tuvo lugar el 7 de marzo, formando equipo con J Diesel y derrotando al equipo de Brutal Burgers (Bob Evans y Cheeseburger). El 19 de junio, en Best in the World 2015, luchó contra Mark Briscoe en un esfuerzo por perder. Logró ganar su próximo partido de pago por visión contra Takaaki Watanabe en Death Before Dishonor XIII.
El 19 de diciembre (emitido el 13 de enero de 2016), se le prohibió ingresar al establo de Truth Martini, y en un principio se puso cara a cara. En las grabaciones de ROH TV del 27 de febrero, Dijak salió con el Príncipe Nana y atacó a Truth Martini, girando de nuevo el talón y haciendo un raro doble giro con Jay Lethal y Convirtiéndose en la última joya de la Princesa Nana en el establo de la Embajada. Dijak anunció su salida de ROH a través de Twitter el 12 de febrero de 2017.

### Chaotic Wrestling (2014–2015)
Dijak también luchó por Chaotic Wrestling, donde ganó el Campeonato de Peso Pesado de CW al derrotar a Mark Shurman en octubre de 2014. Después de un reinado de 148 días, perdió el título ante Chase Del Monte el 21 de marzo de 2015

### WWE (2017-2024)

#### NXT (2017-2020)

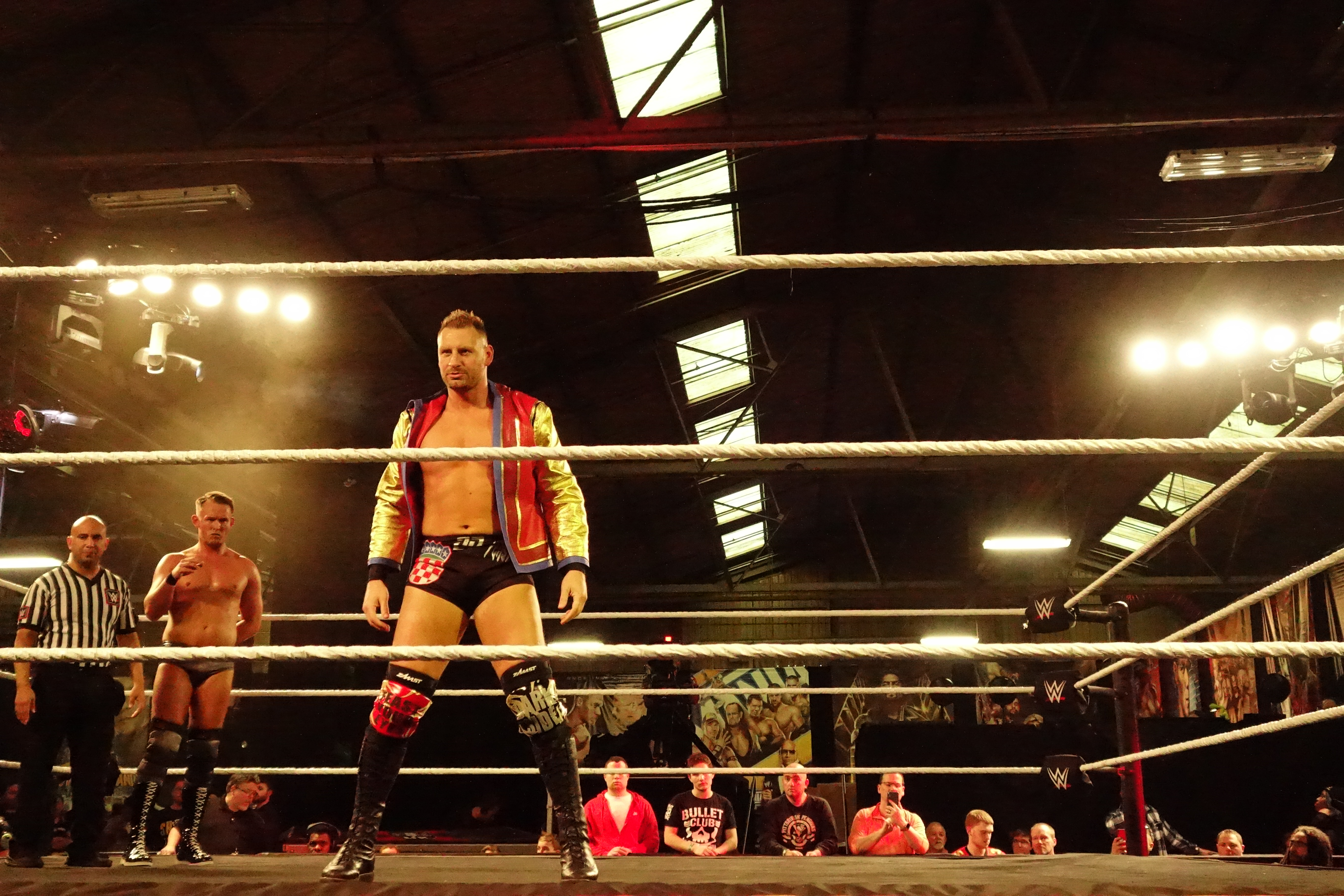
En 2017, Dijak firmó con la WWE e hizo su debut en NXT meses después.

En enero de 2017, WWE sacó una oferta de contrato de Dijak, luego de una amenaza legal de ROH, quien todavía lo tenía bajo contrato. El mes siguiente, Dijak optó por no volver a firmar con ROH, esencialmente dejando su carrera en espera, esperando otra oferta de contrato de WWE. El 20 de julio, se informó que Dijak estaba terminando sus reservas independientes antes de unirse a WWE. Dijak se reportó al WWE Performance Center el 21 de agosto. Su firma fue anunciada por la compañía el 5 de septiembre. Dijak hizo su debut para la rama de desarrollo de WWE, NXT, el 23 de septiembre. Su debut en televisión, bajo el nombre de "Chris Dijak", se produjo el 30 de mayo de 2018, en una derrota ante Ricochet. En julio de 2018, WWE reveló el nuevo bajo el nombre de Dijak como "Dominik Dijakovic". Promos comenzó a aparecer en el episodio del 5 de diciembre de 2018 de NXT, promoviendo el debut de Dominik Dijakovic. Dijakovic hizo su debut en el episodio del 19 de diciembre de NXT, derrotando a Aaron Mackey.
Después de WrestleMania 35, estaba listo para pelear con el Campeón Norteamericano de NXT, Velveteen Dream, por el campeonato. Sin embargo, en abril de 2019, Dijakovic se lesionó la rodilla, lo que provocó un desgarro del menisco que requeriría cirugía. Estaría fuera de acción hasta finales de julio, y fue ahí cuando regresó a un evento en vivo de NXT. El 13 de noviembre de 2019, en un episodio semanal de NXT, Dijakovic se unió al Equipo de Tommaso Ciampa después de ayudar al mismo y a Keith Lee de un ataque de la Undisputed Era para el combate anual de Wargames, siendo Tommaso Ciampa, Matt Riddle y Keith Lee contra The Undisputed Era en el NXT Takeover: Wargames 3. Pero Riddle procedió a abandonar el equipo porque se le pactó una lucha con, Finn Bálor en el evento. Al final del combate, Dijakovic y el Team Ciampa derrotaron a The Undisputed Era, y en el transcurso de la lucha Kevin Owens tomó el lugar de Riddle, así completando el número de integrantes del Team Ciampa. En el episodio del 29 de enero de 2020 de NXT, Dijakovic derrotó a Damian Priest para convertirse en el contendiente número uno por el Campeonato Norteamericano de NXT de Keith Lee, así consiguiendo un combate en NXT TakeOver: Portland el 16 de febrero, pero Dijakovic no pudo hacerse con la presea, una vez concluido el combate, Lee y Dijakovic se dieron la mano en señal de respeto, confirmando así que Dijakovic ahora era Face. Posteriormente en el episodio del 6 de mayo de NXT, Dijakovic tendría un combate ante Johnny Gargano el cual terminaría perdiendo. Después en el episodio del 15 de julio de NXT, Lee al haber vencido a Adam Cole por el Campeonato de NXT en el episodio especial de NXT llamado "NXT The Great American Bash" el 8 de julio, Lee desafiaría a Dijakovic a un combate de Winner Takes All, pero perdería el combate. Luego en medio de una entrevista entre bastidores sería atacado por Karrion Kross, y esto resultó en una pelea entre los dos, posteriormente en el episodio del 22 de julio de NXT, Dijakovic tendría un combate ante Kross en donde al final este último prevalecería mandándole así a Keith Lee una "advertencia".

#### Retribution (2020-2022)
En el episodio del 21 de septiembre de Raw, Dijakovic fue revelado oficialmente como uno de los miembros principales del grupo conocido como Retribution, con el nombre de T-BAR.
En SmackDown! WrestleMania Edition, junto a sus compañeros de RETRIBUTION (MACE & SLAPJACK), participó en el André the Giant Memorial Battle Royal, formando parte de los varios luchadores que eliminaron a Shelton Benjamin y a Cedric Alexander, sin embargo fue eliminado por Mustafa Ali. la siguiente semana en el Main Event emitido el 17 de junio, junto a MACE derrotaron Lucha House Party (Gran Metalik & Lince Dorado),
En Survivor Series, participó en el 25-Man Dual Brand Battle Royal en conmemoración a los 25 años de carrera de The Rock, sin embargo fue eliminado por Ricochet.
Comenzando el 2022, en el Main Event emitido el 6 de enero, derrotó a Dennis Daniels (un competidor local), la siguiente semana en el Main Event emitido el 13 de enero, fue derrotado por Tommaso Ciampa, la siguiente semana en Main Event emitido el 20 de enero, fue derrotado por Pete Dunne y a la siguiente semana en Main Event emitido el 27 de enero, derrotó a Roderick Strong, posteriormente durante las siguientes semanas en Main Event, sería derrotado por luchadores tales como Veer Mahaan y Tommaso Ciampa, en el episodio Raw del 28 de febrero, fue derrotado por Omos, semanas después sería derrotado en Main Event por luchadores tales como Tommaso Ciampa, Cedric Alexander. En el WrestleMania SmackDown Edition, participó en el André the Giant Memorial Battle Royal, sin embargo fue eliminado por Shelton Benjamin. En Main Event emitido el 7 de abril, fue derrotado por Shelton Benjamin.

#### Relanzamiento como Dijak (2022-2024)
En el episodio del 25 de octubre de WWE NXT, se mostró una viñeta de la máscara que T-Bar utilizaba en Retribution arrojada al fuego, provocando su regreso como Dijak a la marca amarilla y blanca.
En NXT del 22 de noviembre, haría su debut atacando al Campeón Norteamericano Wes Lee luego de su combate haciendo su regreso bajo el nombre de Dijak.
En NXT New Year's Evil, derrotó a Tony D'Angelo. En NXT Vengeance Day, se enfrentó a Wes Lee por el Campeonato Norteamericano de NXT, sin embargo perdió ya que durante el combate Tony D'Angelo & Channing "Stacks" Lorenzo interfirieron en su contra. En NXT del 21 de febrero, Tony D'Angelo lo retó a un último combate llamado JailHouse Street Fight, a lo que Dijak aceptó una semana después. En NXT Roadblock, fue derrotado por Tony D'Angelo en un Jailhouse Street Fight, terminando con el feudo. En el último episodio de NXT de 2023, emitido el 26 de diciembre, se enfrentó a Eddy Thorpe en un Underground Match, sin embargo perdió, terminando así con el feudo.
En el episodio del 7 de noviembre de NXT, Dijak derrotó a Tyler Bate para calificar para el Iron Survivor Challenge en NXT Deadline, que fue ganado por Trick Williams. En el episodio del 15 de enero de NXT, Dijak se enfrentó a Trey Bearhill, con Joe Gacy como comentarista. Durante la lucha, Gacy le dio un cabezazo a Dijak. Después de que Dijak ganó la lucha contra Bearhill, Gacy atacó a Dijak por detrás y ambos hombres comenzaron a pelear. La semana siguiente, se programó una lucha entre Dijak y Gacy, pero esta no se llevó a cabo debido a que Gacy atacó a Dijak antes de que sonara la campana. Ambos hombres continuaron peleando hasta que los árbitros y guardias de seguridad los separaron. El 4 de febrero de 2024 en NXT Vengeance Day (2024), Dijak derrotó a Gacy en una lucha sin descalificación. Durante los combates de Dijak después de Vengace Day, Gacy comenzó a aparecer debajo del ring. En el episodio del 13 de febrero de NXT, Después de una lucha entre Gacy y Carmelo Hayes, Dijak atacó a Gacy con una porra y luego lo encerró en una camisa de fuerza y se fue. La semana siguiente, Dijak encerró a Gacy en una celda de asilo, y Gacy se rio y le dijo a Dijak que "esto no había terminado". En el episodio del 27 de febrero de NXT, Dijak derrotó a Luca Crusifino. Después del combate, Gacy rompió la camisa de fuerza y comenzó a golpear a Dijak hasta que ambos hombres fueron detrás del escenario, donde continuaron peleando. El 5 de marzo en NXT Roadblock, Dijak derrotó a Gacy en un combate de Asylum. En NXT Stand & Deliver el 6 de abril, Dijak no pudo ganar el Campeonato Norteamericano de NXT ante Oba Femi en un combate de triple amenaza que también incluía a Josh Briggs. La última lucha de Dijak en NXT se daría en el show del 16 de abril de 2024, en el que caería ante Noam Dar gracias a la ayuda de sus compañeros de Meta-Four.
Durante la noche 2 del Draft 2024, la marca Raw seleccionó a Dijak, marcando así su regreso al roster principal después de dos años. El 27 de junio de 2024, anunció su salida de WWE luego de no haber sido llamado para renovar su contrato.

### Circuito independiente (2024-presente)
El 29 de junio de 2024, Dijak (ahora volviendo a su nombre "Donovan Dijak") hizo su primera aparición posterior a la WWE en Blitzkrieg Pro.

### Major League Wrestling (2024-presente)
En MLW Summer of the Beasts, un reloj del Juicio Final apareció durante toda la noche y durante una lucha entre Nolo Kitano, LSG, Jimmy Lloyd y Little Guido, el temporizador del reloj del Juicio Final expiró y Dijak apareció, haciendo su debut en Major League Wrestling (MLW). Atacó a Kitano, LSG, Lloyd y Little Guido y dijo que estaba aquí para quedarse en MLW.

## Campeonatos y logros
- Chaotic Wrestling/CW

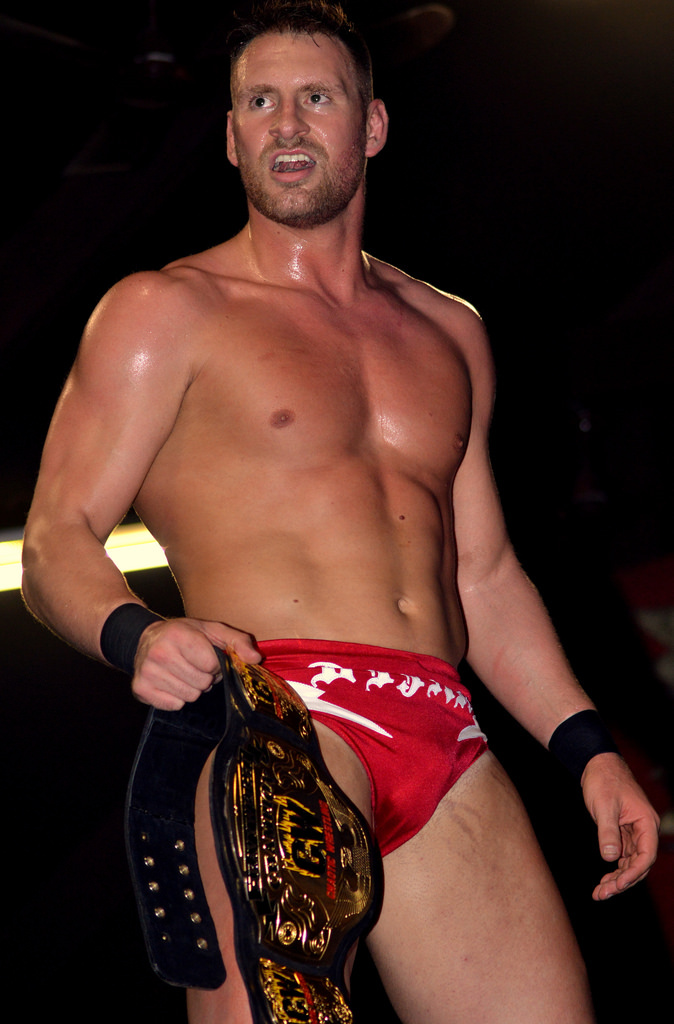
Dijak como el Campeón Peso Pesado de Chaotic Wrestling.

  - CW Heavyweight Championship (1 vez)[15]
  - CW New England Championship (1 vez)
  - CW Tag Team Championship (1 vez) – con Mikey Webb

- Lancaster Championship Wrestling
  - Keystone Cup (2015) – con J. Diesel[16]

- Major League Wrestling
  - MLW World Tag Team Championship (1 vez, actual) – con Bishop Dyer[17]

- Pro Wrestling Resurgence
  - PWR Heavyweight Championship (1 vez)[18]

- Ring of Honor/ROH
  - Top Prospect Tournament (2015)

- WrestleCrap
  - Gooker Award (2020) – RETRIBUTION[19]

- WrestleMerica
  - WrestleMerica Heavyweight Championship (1 vez)[20]

- Ryse Pro Wrestling
  - Ryse Grand Championship (1 vez)

- Wrestling Observer Newsletter
  - Lucha 5 estrellas (2017) vs. Keith Lee en PWG Battle of Los Angeles 2017 Day 3 el 3 de septiembre

- Pro Wrestling Illustrated
  - Situado en el Nº216 en los PWI 500 de 2015[21]
  - Situado en el Nº318 en los PWI 500 de 2016[22]
  - Situado en el N°8 en los PWI 500 de 2017[23]
  - Situado en el Nº291 en los PWI 500 de 2018[24]
  - Situado en el Nº290 en los PWI 500 de 2019[25]
  - Situado en el Nº104 en los PWI 500 de 2020[26]
  - Situado en el N°207 en los PWI 500 de 2021[27]
  - Situado en el N°457 en los PWI 500 de 2023[28]